# Babriawar
Babriawar fou un territori tribal del Kathiawar, a la presidència de Bombai.
Estava habitat per la tribu dels bàbries (singular bàbria) que antigament havien dominat els districtes de Kathiawar i Gohelwar i van quedar despresos reduïts a aquesta comarca. La capital i ciutat principal era Jafarabad.